# Río Bièvre
El río Bièvre es un corto río de Francia, de 32,8 km de longitud, afluente del río Sena (que desemboca en la margen izquierda, en París) y que discurre por la región de Isla de Francia.

## Descripción
El curso actual parece que fue modificado de su curso natural para abastecer el riego de una abadía ubicada fuera de la muralla de la ciudad construida bajo Felipe Augusto. Esta desviación se refleja en los mapas de París, que datan del siglo XII. Históricamente, el río estaba muy industrializado con molinos hidráulicos, y apoyando numerosas curtiembres y fabricantes de colorantes. La preocupación de entonces por una contaminación grave persiste hasta la actualidad. El río se encuentra actualmente soterrado en túneles todo su curso dentro de París; a partir de 2004, la ciudad de París está considerando descubrir algunos sectores del Bièvre.

### Trayecto
Desde allí, fluye a través de los siguientes departamentos y ciudades:
- Yvelines: Jouy-en-Josas
- Essonne: Bièvres, Massy
- Hauts-de-Seine: Antony
- Val de Marne: L'Haÿ-les-Roses, Gentilly

El río entra luego en la actual ciudad de París, cerca del Stade Charléty (próximo a los límites de los distritos XIII y XIV), y llega hasta el río Sena en el Barrio Latino (V distrito), cerca de la Isla de la Cité.

## Galería

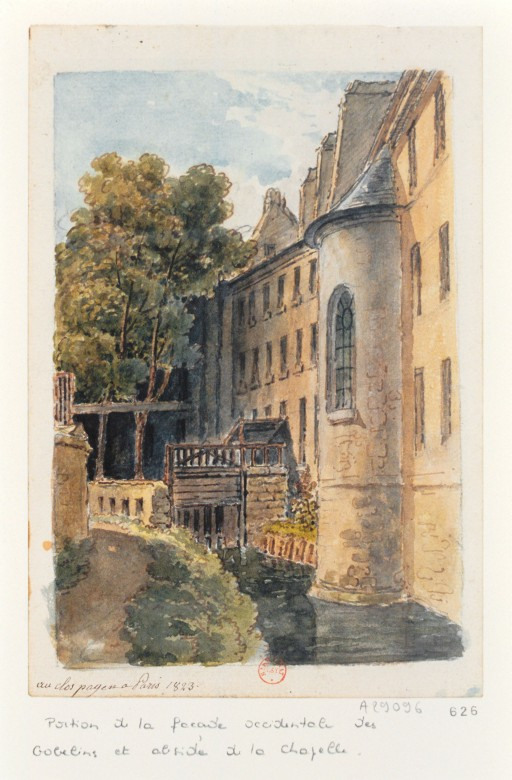
Parte trasera de la fábrica de gobelinos, en las riberas del río Bièvre en 1830.
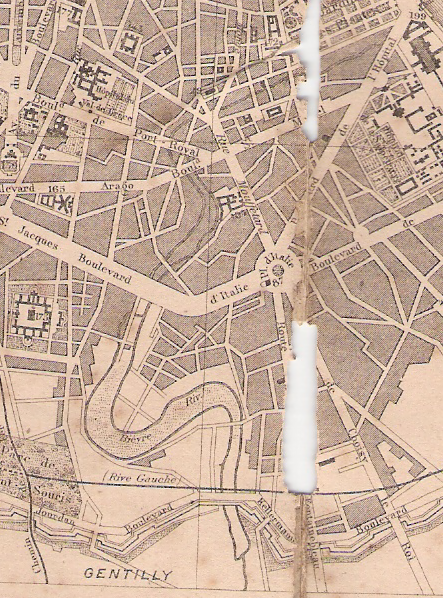
El Bièvre, en 1867, que se drena en el Sena cerca del Puente de Austerlitz.
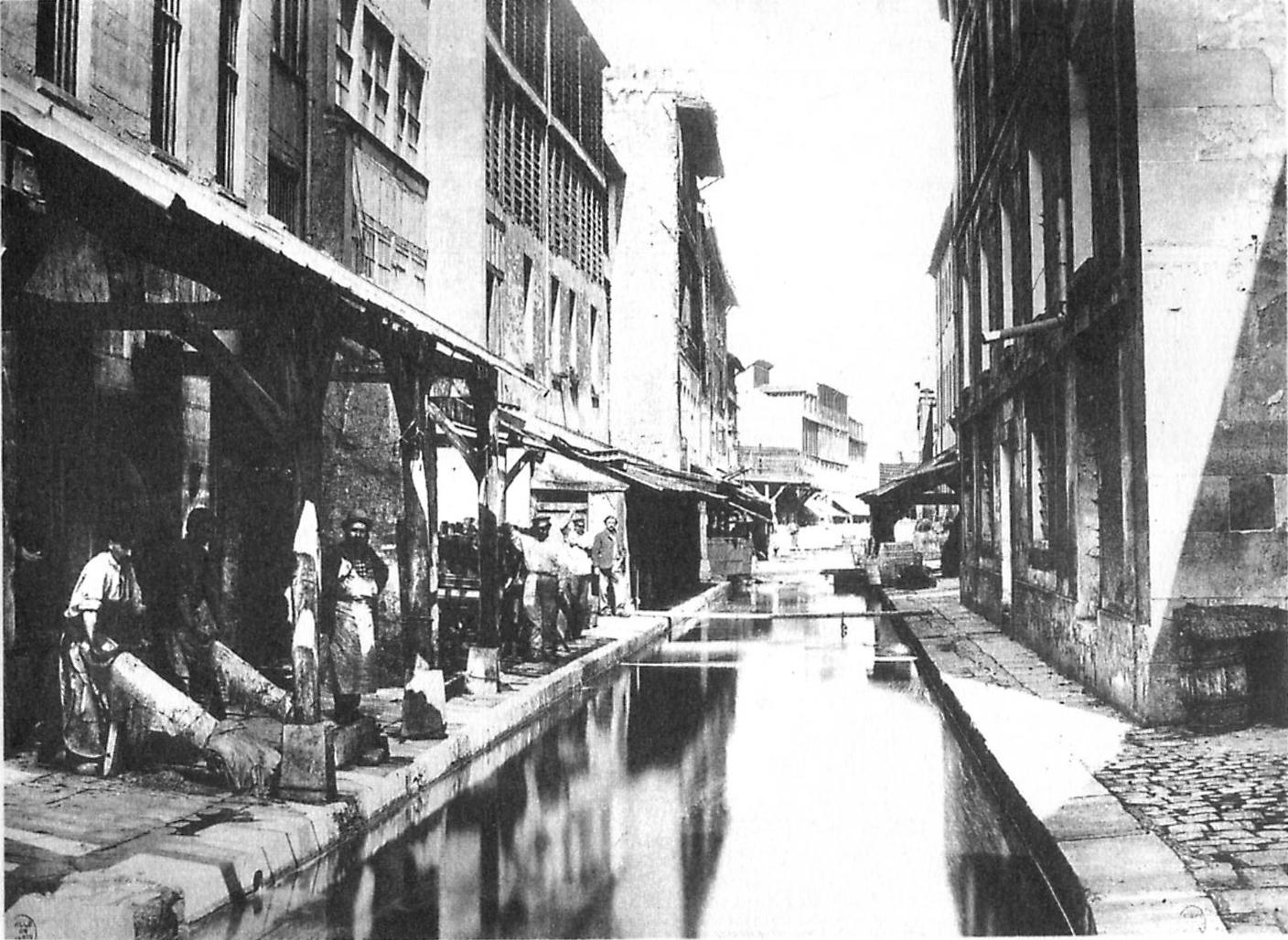
Tintorerías sobre el Bièvre, finales del siglo XIX (foto de Charles Marville).
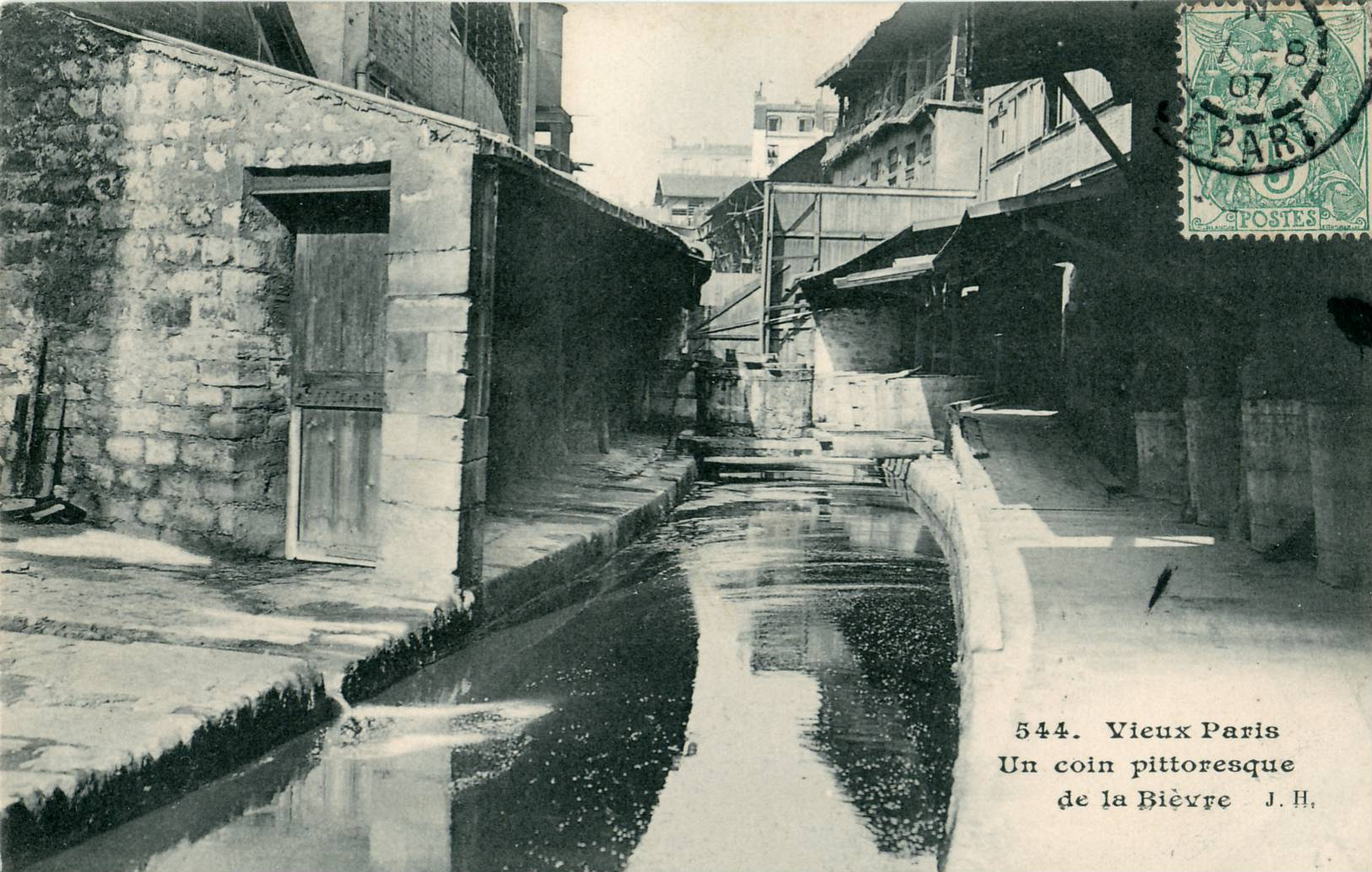
El Bièvre en París, a principios del siglo XX.